# Södertörns domsagas valkrets
Södertörns domsagas valkrets var en valkrets med ett mandat vid valen 1866–1905 till andra kammaren i den svenska riksdagen. Valkretsen omfattade landsbygden i Svartlösa, Sotholms och Öknebo härader. Vid valet 1908 delades valkretsen i Svartlösa härads valkrets samt Sotholms och Öknebo häraders valkrets.

## Riksdagsmän
- Per Siljeström (1867–1869), lmp
- Knut Filip Bonde (1870–1871)
- Carl Gustaf Hierta (1872)
- Anders Cederström (1873–1878), c
- Lars Magnus Carlsson (1879), lmp
- Anders Cederström (1880–1881)
- Klas Pontus Arnoldson (1882 – första riksdagen 1887), partilös 1882–1885, vänstern 1886, partilös 1887
- Gustaf Sundling (andra riksdagen 1887)
- Lars Petter Larsson (1888–1890), gamla lmp
- August Pettersson (1891–1893), nya lmp
- Lars Petter Larsson (1894–1896), gamla lmp 1894, lmp 1895, fp 1896
- August Pettersson (1897–1902), lmp
- Richard Wawrinsky (1903–1908), lib s

## Valresultat

### 1887 I
| Andrakammarvalet i Sverige 1887 (vår): Södertörns domsagas valkrets | Andrakammarvalet i Sverige 1887 (vår): Södertörns domsagas valkrets | Andrakammarvalet i Sverige 1887 (vår): Södertörns domsagas valkrets | Andrakammarvalet i Sverige 1887 (vår): Södertörns domsagas valkrets | Andrakammarvalet i Sverige 1887 (vår): Södertörns domsagas valkrets | Andrakammarvalet i Sverige 1887 (vår): Södertörns domsagas valkrets |
| Parti                                                               | Parti                                                               | Kandidat                                                            | Röster                                                              | %                                                                   | +/-                                                                 |
| ------------------------------------------------------------------- | ------------------------------------------------------------------- | ------------------------------------------------------------------- | ------------------------------------------------------------------- | ------------------------------------------------------------------- | ------------------------------------------------------------------- |
|                                                                     | Partilös protektionist                                              | Gustaf Sundling                                                     | 280                                                                 | 94,0                                                                | i.u.                                                                |
|                                                                     | Annat                                                               | Övriga                                                              | 18                                                                  | 6,0                                                                 | i.u.                                                                |
| Totalt                                                              | Totalt                                                              | Totalt                                                              | 298                                                                 | 100                                                                 |                                                                     |
| Valdetagande                                                        | Valdetagande                                                        | Valdetagande                                                        | 826                                                                 | 67,8                                                                |                                                                     |

- 528 röster kasserades i valet.

### 1887 II
| Andrakammarvalet i Sverige 1887 (september): Södertörns domsagas valkrets | Andrakammarvalet i Sverige 1887 (september): Södertörns domsagas valkrets | Andrakammarvalet i Sverige 1887 (september): Södertörns domsagas valkrets | Andrakammarvalet i Sverige 1887 (september): Södertörns domsagas valkrets | Andrakammarvalet i Sverige 1887 (september): Södertörns domsagas valkrets | Andrakammarvalet i Sverige 1887 (september): Södertörns domsagas valkrets |
| Parti                                                                     | Parti                                                                     | Kandidat                                                                  | Röster                                                                    | %                                                                         | +/-                                                                       |
| ------------------------------------------------------------------------- | ------------------------------------------------------------------------- | ------------------------------------------------------------------------- | ------------------------------------------------------------------------- | ------------------------------------------------------------------------- | ------------------------------------------------------------------------- |
|                                                                           | Gamla Lantmannapartiet                                                    | Lars Petter Larsson                                                       | 255                                                                       | 41,5                                                                      | i.u.                                                                      |
|                                                                           | Partilös protektionist                                                    | Theodor Odelberg                                                          | 224                                                                       | 36,5                                                                      | i.u.                                                                      |
|                                                                           | Partilös frihandlare                                                      | Thure Gustaf Rudbeck                                                      | 50                                                                        | 8,2                                                                       | i.u.                                                                      |
|                                                                           | Partilös protektionist                                                    | Gustaf Sundling                                                           | 37                                                                        | 6,0                                                                       | -88,0                                                                     |
|                                                                           | Partilös frihandlare                                                      | Hildemar Lidholm                                                          | 34                                                                        | 5,5                                                                       | i.u.                                                                      |
|                                                                           | Annat                                                                     | Övriga                                                                    | 14                                                                        | 2,3                                                                       | i.u.                                                                      |
| Totalt                                                                    | Totalt                                                                    | Totalt                                                                    | 614                                                                       | 100                                                                       |                                                                           |
| Valdetagande                                                              | Valdetagande                                                              | Valdetagande                                                              | 618                                                                       | 45,9                                                                      | -21,9                                                                     |

- 4 röster kasserades i valet.

### 1890
| Andrakammarvalet i Sverige 1890: Södertörns domsagas valkrets | Andrakammarvalet i Sverige 1890: Södertörns domsagas valkrets | Andrakammarvalet i Sverige 1890: Södertörns domsagas valkrets | Andrakammarvalet i Sverige 1890: Södertörns domsagas valkrets | Andrakammarvalet i Sverige 1890: Södertörns domsagas valkrets | Andrakammarvalet i Sverige 1890: Södertörns domsagas valkrets |
| Parti                                                         | Parti                                                         | Kandidat                                                      | Röster                                                        | %                                                             | +/-                                                           |
| ------------------------------------------------------------- | ------------------------------------------------------------- | ------------------------------------------------------------- | ------------------------------------------------------------- | ------------------------------------------------------------- | ------------------------------------------------------------- |
|                                                               | Nya lantmannapartiet                                          | August Pettersson                                             | 283                                                           | 38,4                                                          | i.u.                                                          |
|                                                               | Gamla Lantmannapartiet                                        | Lars Petter Larsson                                           | 221                                                           | 30,0                                                          | -11,5                                                         |
|                                                               | Partilös frihandlare                                          | Carl Anders Sundblad                                          | 219                                                           | 29,7                                                          | i.u.                                                          |
|                                                               | Annat                                                         | Övriga                                                        | 14                                                            | 1,9                                                           | i.u.                                                          |
| Totalt                                                        | Totalt                                                        | Totalt                                                        | 737                                                           | 100                                                           |                                                               |
| Valdetagande                                                  | Valdetagande                                                  | Valdetagande                                                  | 794                                                           | 61,9                                                          | +16,0                                                         |

- 57 röster kasserades i valet.

### 1893
| Andrakammarvalet i Sverige 1893: Södertörns domsagas valkrets | Andrakammarvalet i Sverige 1893: Södertörns domsagas valkrets | Andrakammarvalet i Sverige 1893: Södertörns domsagas valkrets | Andrakammarvalet i Sverige 1893: Södertörns domsagas valkrets | Andrakammarvalet i Sverige 1893: Södertörns domsagas valkrets | Andrakammarvalet i Sverige 1893: Södertörns domsagas valkrets |
| Parti                                                         | Parti                                                         | Kandidat                                                      | Röster                                                        | %                                                             | +/-                                                           |
| ------------------------------------------------------------- | ------------------------------------------------------------- | ------------------------------------------------------------- | ------------------------------------------------------------- | ------------------------------------------------------------- | ------------------------------------------------------------- |
|                                                               | Gamla Lantmannapartiet                                        | Lars Petter Larsson                                           | 370                                                           | 52,0                                                          | +20,0                                                         |
|                                                               | Nya lantmannapartiet                                          | August Pettersson                                             | 338                                                           | 47,6                                                          | +9,2                                                          |
|                                                               | Annat                                                         | Övriga                                                        | 3                                                             | 0,4                                                           | i.u.                                                          |
| Totalt                                                        | Totalt                                                        | Totalt                                                        | 711                                                           | 100                                                           |                                                               |
| Valdetagande                                                  | Valdetagande                                                  | Valdetagande                                                  | 712                                                           | 58,6                                                          | -3,3                                                          |

- 1 röst kasserades i valet.

### 1896
| Andrakammarvalet i Sverige 1896: Södertörns domsagas valkrets | Andrakammarvalet i Sverige 1896: Södertörns domsagas valkrets | Andrakammarvalet i Sverige 1896: Södertörns domsagas valkrets | Andrakammarvalet i Sverige 1896: Södertörns domsagas valkrets | Andrakammarvalet i Sverige 1896: Södertörns domsagas valkrets | Andrakammarvalet i Sverige 1896: Södertörns domsagas valkrets |
| Parti                                                         | Parti                                                         | Kandidat                                                      | Röster                                                        | %                                                             | +/-                                                           |
| ------------------------------------------------------------- | ------------------------------------------------------------- | ------------------------------------------------------------- | ------------------------------------------------------------- | ------------------------------------------------------------- | ------------------------------------------------------------- |
|                                                               | Lantmannapartiet (prot.)                                      | August Pettersson                                             | 395                                                           | 50,3                                                          | +2,7                                                          |
|                                                               | Folkpartiet                                                   | Lars Petter Larsson                                           | 389                                                           | 49,6                                                          | -2,4                                                          |
|                                                               | Annat                                                         | Övriga                                                        | 1                                                             | 0,1                                                           | i.u.                                                          |
| Totalt                                                        | Totalt                                                        | Totalt                                                        | 785                                                           | 100                                                           |                                                               |
| Valdetagande                                                  | Valdetagande                                                  | Valdetagande                                                  | 798                                                           | 58,7                                                          | +0,1                                                          |

- 13 röster kasserades i valet.
- Valet ägde rum den 24 augusti 1896.

### 1899
| Andrakammarvalet i Sverige 1899: Södertörns domsagas valkrets | Andrakammarvalet i Sverige 1899: Södertörns domsagas valkrets | Andrakammarvalet i Sverige 1899: Södertörns domsagas valkrets | Andrakammarvalet i Sverige 1899: Södertörns domsagas valkrets | Andrakammarvalet i Sverige 1899: Södertörns domsagas valkrets | Andrakammarvalet i Sverige 1899: Södertörns domsagas valkrets |
| Parti                                                         | Parti                                                         | Kandidat                                                      | Röster                                                        | %                                                             | +/-                                                           |
| ------------------------------------------------------------- | ------------------------------------------------------------- | ------------------------------------------------------------- | ------------------------------------------------------------- | ------------------------------------------------------------- | ------------------------------------------------------------- |
|                                                               | Lantmannapartiet                                              | August Pettersson                                             | 396                                                           | 44,2                                                          | -6,1                                                          |
|                                                               | Partilös liberal                                              | Filip Edström                                                 | 354                                                           | 39,6                                                          | i.u.                                                          |
|                                                               | Partilös liberal                                              | Lars Petter Larsson                                           | 143                                                           | 16,0                                                          | -33,6                                                         |
|                                                               | Annat                                                         | Övriga                                                        | 3                                                             | 0,2                                                           | i.u.                                                          |
| Totalt                                                        | Totalt                                                        | Totalt                                                        | 895                                                           | 100                                                           |                                                               |
| Valdetagande                                                  | Valdetagande                                                  | Valdetagande                                                  | 931                                                           | 56,1                                                          | -2,6                                                          |

- 36 röster kasserades i valet.
- Valet ägde rum den 21 augusti 1899.

### 1902
| Andrakammarvalet i Sverige 1902: Södertörns domsagas valkrets | Andrakammarvalet i Sverige 1902: Södertörns domsagas valkrets | Andrakammarvalet i Sverige 1902: Södertörns domsagas valkrets | Andrakammarvalet i Sverige 1902: Södertörns domsagas valkrets | Andrakammarvalet i Sverige 1902: Södertörns domsagas valkrets | Andrakammarvalet i Sverige 1902: Södertörns domsagas valkrets |
| Parti                                                         | Parti                                                         | Kandidat                                                      | Röster                                                        | %                                                             | +/-                                                           |
| ------------------------------------------------------------- | ------------------------------------------------------------- | ------------------------------------------------------------- | ------------------------------------------------------------- | ------------------------------------------------------------- | ------------------------------------------------------------- |
|                                                               | Liberala samlingspartiet                                      | Richard Wawrinsky                                             | 716                                                           | 59,8                                                          | i.u.                                                          |
|                                                               | Lantmannapartiet                                              | August Pettersson                                             | 478                                                           | 39,9                                                          | -4,3                                                          |
|                                                               | Annat                                                         | Övriga                                                        | 3                                                             | 0,3                                                           | i.u.                                                          |
| Totalt                                                        | Totalt                                                        | Totalt                                                        | 1 197                                                         | 100                                                           |                                                               |
| Valdetagande                                                  | Valdetagande                                                  | Valdetagande                                                  | 1 201                                                         | 52,5                                                          | -3,6                                                          |

- 4 röster kasserades i valet.
- Valet ägde rum den 6 september 1902.

### 1905
| Andrakammarvalet i Sverige 1905: Södertörns domsagas valkrets | Andrakammarvalet i Sverige 1905: Södertörns domsagas valkrets | Andrakammarvalet i Sverige 1905: Södertörns domsagas valkrets | Andrakammarvalet i Sverige 1905: Södertörns domsagas valkrets | Andrakammarvalet i Sverige 1905: Södertörns domsagas valkrets | Andrakammarvalet i Sverige 1905: Södertörns domsagas valkrets |
| Parti                                                         | Parti                                                         | Kandidat                                                      | Röster                                                        | %                                                             | +/-                                                           |
| ------------------------------------------------------------- | ------------------------------------------------------------- | ------------------------------------------------------------- | ------------------------------------------------------------- | ------------------------------------------------------------- | ------------------------------------------------------------- |
|                                                               | Liberala samlingspartiet                                      | Richard Wawrinsky                                             | 777                                                           | 61,9                                                          | +2,1                                                          |
|                                                               | Partilös konservativ                                          | Peter Lagerblad                                               | 441                                                           | 35,1                                                          | i.u.                                                          |
|                                                               | Annat                                                         | Övriga                                                        | 38                                                            | 3,0                                                           | i.u.                                                          |
| Totalt                                                        | Totalt                                                        | Totalt                                                        | 1 256                                                         | 100                                                           |                                                               |
| Valdetagande                                                  | Valdetagande                                                  | Valdetagande                                                  | 1 260                                                         | 44,4                                                          | -8,1                                                          |

- 4 röster kasserades i valet.
- Valet ägde rum den 2 september 1905.